# 角叶槭
角叶槭（学名：Acer sycopseoides）为槭树科槭属下的一个种。

## 扩展阅读
- 維基物種上的相關：角叶槭